# زناته (استان تلمسان)
زناته (به عربی: زناتة) یک شهرداری در الجزایر است که در استان تلمسان واقع شده‌است.